# Caroline Lantoine
Caroline Lantoine, née le 22 novembre 1982, est une judokate française.

## Biographie
Aux Championnats d'Europe par équipes de judo, elle est médaillée d'or en 2007 et médaillée d'argent en 2009.